# Anagelasta lineifrons
Anagelasta lineifrons là một loài bọ cánh cứng trong họ Cerambycidae.